# 월드 사이버 게임즈 2007
월드 사이버 게임즈 2007(World Cyber Games 2007)은 2007년 10월 3일부터 7일까지 미국 시애틀에서 개최된 e스포츠 대회이다.

## 정식 종목

### PC 게임
- 에이지 오브 엠파이어 3: 대전사
- 캐롬 3D
- 커맨드 앤 컨커 3
- FIFA 07
- 카운터 스트라이크 1.6
- 니드 포 스피드: 카본
- 스타크래프트: 브루드 워
- 워크래프트 III: 프로즌 쓰론

### Xbox 360 게임
- 데드 오어 얼라이브 4
- 기어즈 오브 워
- 프로젝트 고담 레이싱 3
- 토니 호크스 프로젝트 8

## 결과
| 종목 및 메달            | Gold            | Silver        | Bronze         | 4위            |
| 에이지 오브 엠파이어 3  | iamgrunt        | parfait       | SkWzZ_Phoenix  | kivenkantaja   |
| 캐롬 3D                 | TheVilMan       | Duccio        | iOi_BR         | cain21         |
| 커맨드 앤 컨커 3        | d.Apollooo      | Xeon          | a-L.Dackel     | Brossea        |
| 카운터 스트라이크       | eMulate         | NoA           | Amazing Gaming | eMg            |
| FIFA 07                 | SK.Hero         | Delfin-1      | [LnX]Slavkov   | SK.Mario       |
| 니드 포 스피드          | playArt_SpeedNG | Steffan       | Alan           | PGS]Chris      |
| 스타크래프트: 브루드 워 | Stork[gm]       | CN.Pj         | ToT)Mondragon( | MYM.White-Ra   |
| 워크래프트 III          | 4K-Creolophus   | WE.SKY        | MYM]Moon       | fnatic.XyLigan |
| 데드 오어 얼라이브 4    | black_mamba     | SkatanMilla   | perfect_legend | sarafan        |
| 기어즈 오브 워          | InFiNiTy        | QualityGaming | Infused-Gaming | Malice         |
| 프로젝트 고담 레이싱 3  | Handewasser     | chompr        | D2C-BURBERRYqq | rolfu          |
| 토니 호크스 프로젝트 8  | DuVaL_AK47      | Zaccubus      | plan-B_WC_Ente | Ripcurl        |